# スティールガンナー
『スティールガンナー』 (Steel Gunner) は、1991年にナムコから稼働されたアーケード用マシンガンタイプのガンシューティングゲーム。ナムコのアーケード用ガンシューティングゲーム初参入作品でもある。
開発及びロケテストが1990年に行われたため、タイトル画面には「Copyright 1990」という表示がある。
本作にはSYSTEM II基板が2枚用いられていた。
翌1992年には、敵を生体メカなどにするなどした続編『スティールガンナー2』が制作されている。二作とも家庭用機種への移植はない。

## 概要
近未来を舞台に、警察の特殊部隊隊員ガルシア(1P)とクリフ(2P)が、高機動型パワードスーツ『ガーゴイル』を身に纏い、テロリスト集団『シュツルム』に誘拐されたライアン教授と助手エリスを救出する、というストーリー設定である。
SFの要素を多く取り入れた世界観や、拡大・縮小機能をフル活用したスピード感溢れるゲーム展開、敵だけでなく画面内に見える物全てを破壊できる爽快感溢れる派手な演出で人気を博した。また本作には特殊専用筐体が用いられており、プレイ時、据付の銃座のトリガーを引くと、操作部分であるモデルガンの銃口部が音を立ててピストン運動する仕組みになっており、ゲームの迫力を演出する。

## ゲーム内容
専用筐体を用いたガンシューティングゲームで、可動台に取り付けられたモデルガン型コントローラの銃口を動かして照準を操作、引き金を引くとマシンガンを連射、銃口左側にあるボタンを押すと画面全体を攻撃する高破壊力のミサイルを発射する。ミサイルのみ弾数制限あり。二人同時プレイ可。全4ステージ。
時間制限はなくエネルギー制で、敵の攻撃を受けるあるいは一般市民を射撃するとダメージを受け、エネルギーが0になるとゲームオーバーとなる。一般市民が無事に画面端まで到達するかステージクリアするとエネルギーは回復する。地形物を破壊することで敵を巻き込むこともできるが、地形物を必要以上に破壊すると警察への苦情件数が増大し、ステージクリア時のライフ回復値が少なくなる。一方、無駄弾を撃たず敵への命中率を高めることで、ステージクリア時のライフ回復値は増大する。

## スタッフ
ディレクター
- 岩崎吾朗

プログラマー
- 中村勝男
- 大森靖

効果音
- 高柳佳恵

ビジュアル・ディレクター
- 菊地秀行
- 水野一実

ビジュアル・デザイン
- 木村正則
- 水島能成
- 佐々木茂雄
- てじまむねゆき

インダストリアル・デザイン
- 遠山茂樹

メカニカル・デザイン
- 五十嵐博
- T.OHARA
- 小山順一朗

エレクトリカル・デザイン
- O.MORITA
- T.OHGANE
- J.TAKANO

ハードウェア・デザイン
- 大久保明
- T.IIJIMA

スペシャル・サンクス
- 夏井敏夫
- 大内聡
- 中村勲
- 柳原孝安

プロデューサー
- 澤野和則
- 田城幸一

## 評価
- ゲーム誌『ゲーメスト』誌上で行われていた「第5回ゲーメスト大賞」（1991年度）において、読者投票により大賞9位を獲得、その他の賞ではベストシューティング賞で10位、ベスト演出賞で6位、年間ヒットゲームで31位を獲得した[2]。

- ゲーメストムック『ザ・ベストゲーム2』（1998年）では、「ゲームに密着して進行するストーリーと深い世界観は、多くのファンを獲得すると同時に、その後のガンシューティングの演出面に大きな影響を与えた」、「最終面の4面は、テロリストが完成させた巨大2足歩行兵器との市街戦がメインとなるが、市街地を蹂躙する巨大兵器の演出が素晴らしく、映画さながらの臨場感を味わわせてくれる」と演出面に関して肯定的な評価を下し、「演出面の高い評価に加えて、その難易度もマニアを唸らせた。1コインクリアの難易度もさながら、スコア稼ぎには命中率が重要な要素となるため、マシンガンは連射せず、単発撃ちする必要があり、マニアは敵の出現順を記憶して命中率の向上を目指した」と難易度の高さゆえに人気が高まったことも肯定的に評価している[3]。